# Salvador Alvarado (Messico)
Salvador Alvarado è un comune nel Messico.
Si chiama così in onore di Salvador Alvarado, importante politico del Sinaloa che prese parte alla Rivoluzione messicana come generale sotto Venustiano Carranza e che fu governatore dello Stato dello Yucatán dal 1915 al 1917.